# Pragmatism
Cuvântul pragmatism provine din termenul vechi grecesc „pragma” care însemna acțiune. Termenul a fost ridicat la rang filozofic în secolul XIX de americanul Charles Sanders Peirce sub numele de „pragmaticism”. Acest curent filozofic a fost apoi dezvoltat de William James, John Dewey, Friedrich Schiller etc. John Dewey și-a denumit doctrina Instrumentalism.  Peirce a dezvoltat o concepție generală asupra adevărului. Această concepție susține că nu există idei care sunt adevărate în sine ci numai idei care devin adevărate în cursul acțiunii indivizilor, în măsura în care dau rezultate. Concepția pragmatică contestă că gândirea ar reflecta realitatea susținând ideea că gândirea are rostul de a elabora reguli sau mijloace pentru acțiune. În felul acesta pragmatismul identifică obiectul de cunoscut cu procesul cunoașterii. Cunoașterea la rândul său o consideră mijloc de adaptare animalică a omului la mediu. Pragmatiștii au identificat adevărul cu utilul. Concepția pragmatistă a fost influențata de pozitivism și voluntarism nitzschean și bergsonism. 
Pragmatismul se referă la comportamentul uman de a pune deoparte un ideal, pentru a urmări un alt ideal, cu o importanță mai mică, dar mai ușor de realizat. Calitatea de adevăr a unei opinii sau credințe constă în statutul ei de regulă de acțiune. Altfel spus, pragmatismul indică ideile adevărate după succesul acestora în experiență. O idee nu este adevărată independent de experiență, abia aplicarea ei în concret, consecințele e i benefice în practică îi acordă valoare de adevăr (după William James – Teoria pragmatistă). (Prin generalizare) Pragmatism = atitudine a celui care se adaptează la orice situație.